# In the Park
In the Park (En el parque o Charlot en el parque) es la cuarta película de Charles Chaplin hecha para los estudios Essanay. Se estrenó el 18 de marzo de 1915.

## Argumento
Un vagabundo que ha robado el monedero a una joven intenta robar también a Charlot, y encuentra vacío el bolsillo; mientras, Charlot ha sacado del bolsillo del ladrón primero un cigarrillo y después una cerilla: enciende el cigarrillo, da las gracias al ladrón y se despide.
Después, Charlot ve a la joven con su novio, y después a una niñera con su enamorado. Charlot decide probar suerte con la niñera. Tras robar seis o siete perritos calientes de un puesto, galantea con ella, que se enfada y llama a su galán.
El vagabundo ve los perritos calientes e intenta robarlos, ocasión que aprovecha Charlot para quitarle el monedero. Tras venderlo y volver a comprarlo al novio de la niñera, Charlot se lo da al ladrón, se lo roba y se lo entrega a la niñera.
Luego se encuentra con el novio de la dueña del monedero: el hombre intenta suicidarse porque su novia ha roto con él por no haber alcanzado a protegerla; Charlot le da una patada y lo tira al agua. Un policía y el enamorado de la niñera comienzan a perseguirlo, y terminan ellos también en el agua.

## Reparto
- Charles Chaplin: Charlot.
- Edna Purviance: la niñera.

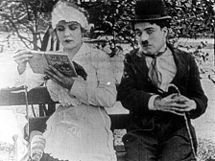
Edna Purviance y Chaplin.

- Bud Jamison: el novio de la niñera.
- Leona Anderson:[2] la joven a la que roban el monedero.
- Leo White: el novio de la joven del monedero.
- Billy Armstrong: el otro vagabundo.
- Ernest Van Pelt:[3] el vendedor de perritos calientes.